# ブレイブリーデフォルトII
『ブレイブリーデフォルトII』（ブレイブリーデフォルトツー、BRAVELY DEFAULT II）は、スクウェア・エニックスより2021年2月26日に発売されたNintendo Switch用ゲームソフト。同年9月3日にはMicrosoft Windows用にSteam版が配信開始。

## 概要
『ブレイブリーデフォルト フライングフェアリー』より始まる「ブレイブリーシリーズ」のRPG作品で、コンシューマーゲーム第3作目。2019年12月12日開催のThe Game Awards 2019において正式発表された。開発担当は過去の「ブレイブリーシリーズ」開発に携わったシリコンスタジオよりコンテンツ事業を分社化したクレイテックワークス。2020年3月26日より先行体験版が配信されている。
基本的なゲームシステムは前作までのものが概ね踏襲されている。
コンポーザー（音楽）には『ブレイブリーデフォルト』第1作に携わったRevoが再び起用されている。
当初は2020年に発売予定だったが、2021年2月26日に発売延期となった。
同年9月3日にはMicrosoft Windows向けにSteamより配信が開始された。

## ストーリー
5つの国があるエクシラント大陸に船乗りの青年セスが流れ着く。
セスは、滅びた国の王女グローリア、魔導書を読み解くために旅をする学者エルヴィス、エルヴィスの護衛を務める傭兵アデルと出逢い、ともにクリスタルを巡る旅をすることになる。

## ゲームシステム
戦闘は前作までのランダムエンカウントからシンボルエンカウントに変更された。これにより敵と接触する際に「敵の背後を取って先制攻撃」「敵との接触直前に切りつける事でBPが1から始まる」「敵から背後を取られて先制攻撃を食らう」「一行があるレベルに達するとフィールドやダンジョンで敵が逃避行動を取る」特徴が付加された。
また、敵に攻撃した際に一定確率で「カウンター」や「ジャマー」といった反撃をしてくるようになった。
「探索屋」の進行は、Switch版では本体スリープ時に最大12時間まで探索が進む仕様であったが、Windows版ではゲームプレイ中に最大3時間まで探索が進行する仕様に変更された。

## ジョブ一覧

### 新規ジョブ
ヴァンガード
固有コマンド：牽制技
ジョブ特性：盾持ち前提/狙われるほど強く
敵を一手に引き付け、自分が狙われることに特化した盾役。前作のナイトに近い。

吟遊詩人
固有コマンド：歌唱
ジョブ特性：美歌の余韻/アンコール
詩の力でパーティー全体のステータスを強化する補助役。無属性の攻撃スキルも持つ。前作のスーパースターに近い。

魔獣使い
固有コマンド：調教
ジョブ特性：ピンチにけしかけ/捕獲の果てに
様々な魔物を捕獲し使役させることで、魔物のスキルを使用することができる。前作のヴァンパイア、本家FFシリーズの青魔道士に近いが、魔物を消費しないとスキルが使えない。

ギャンブラー
固有コマンド：博打
ジョブ特性：これが私の博打道/チーティング
ルーレットを回し、その結果に応じて攻撃や回復を行う、運要素の強いジョブ。所持金を消費するスキルもあり、前作の商人に近い。

ベルセルク
固有コマンド：凶暴技
ジョブ特性：セレクション/理性と激情のはざま
攻撃力の高い斧で敵を粉砕するアタッカー。攻撃と同時に相手の能力を低下させることができる。前作の海賊、本家FFシリーズのバイキングに近い。

シールドマスター
固有コマンド：堅牢
ジョブ特性：かばう/騎士道精神
高い防御力と大盾で敵の攻撃を味方の代わりに引き付け、受け流す壁役。両手に盾を装備することができる。

ピクトマンサー
固有コマンド：芸術
ジョブ特性：我が身こそ芸術！/長持ち塗装
様々な色の絵の具で敵を塗りつぶし、ステータスを低下させ弱体化させる芸術家。

竜騎士
固有コマンド：竜技
ジョブ特性：Gアクセラレート/ハイウインド
槍の扱いに足け、ジャンプでターンを消費しながら空中から敵を奇襲する。前作のヴァルキリー、本家FFの竜騎士に近い。

オラクル
固有コマンド：理法
ジョブ特性：属性の叡智/第二の開眼
理法を操り、対象の速度や属性を変化させることができる。前作、本家FFシリーズの時魔道士に近い。

ジャッジメント
固有コマンド：聖裁
ジョブ特性：ガードデフォルト/リバーサル
攻守に優れ、ダメージを一度だけ無効化できる障壁を張ることができる。前作の聖騎士、本家FFシリーズのパラディンに近い。

ファントム
固有コマンド：幻術
ジョブ特性：急所突き/逃れえぬ凶変
高い回避率と手数、二刀流を武器に短剣を用いた速攻が得意。前作、本家FFシリーズの忍者に近い。

魔剣士
固有コマンド：魔剣技
ジョブ特性：魔の契約/逆境こそ力
自分のHPを消費することで武器に属性を付与させることができる。前作、本家FFシリーズの暗黒騎士・魔法剣士に近い。

### 前作からのジョブ
すっぴん
固有コマンド：すっぴん技
ジョブ特性：ふんばる/大器晩成
初期状態のジョブ。バランス型で、全ての装備がそれなりに使用可能。探索や育成に便利なスキルを習得する。

黒魔導士
固有コマンド：黒魔法
ジョブ特性：MPデフォルト/魔法絶対化
魔法攻撃を得意としており、攻撃呪文を多く覚える。習得する属性は炎・雷・氷の3種。

白魔導士
固有コマンド：白魔法
ジョブ特性：天使の加護/回復魔法全体化
回復を得意としており、回復魔法を多く覚える。

モンク
固有コマンド：体術
ジョブ特性：精神統一/一意専心
HPを犠牲にした攻撃やクリティカル攻撃を得意としており、拳攻撃で戦う。

シーフ
固有コマンド：盗技
ジョブ特性：盗賊スピリッツ/勇気持たぬ隠者
素早い動きを得意としており、アイテムや能力を奪い取る。

赤魔導士
固有コマンド：赤魔法
ジョブ特性：異常まく者/連続魔
攻撃魔法と回復魔法を同時に使いこなす。習得する攻撃魔法は属性が風・土の2種で、回復魔法は回復量が固定値となっている。

狩人
固有コマンド：狩猟技
ジョブ特性：バラージ/キラーエクストリーム
弓の扱いに足け、敵の種族に特攻がある攻撃や複数回命中する攻撃ができる。

ソードマスター
固有コマンド：武士道
ジョブ特性：捲土重来/双武両道
独自の構えをとることによって、敵の攻撃に反応して強力な反撃を与えることができる。

導師
固有コマンド：精霊魔法
ジョブ特性：精霊の守り/見えずとも共に
精霊を呼び出し、HP・MP・BP・状態異常・戦闘不能を継続的に回復することができる。光属性の攻撃魔法も習得する。

薬師
固有コマンド：処方
ジョブ特性：用薬の達人/手心の極み
複数のアイテムを組み合わせて使用することで、様々な効果を得ることができる。

魔人
固有コマンド：禁断魔法
ジョブ特性：我が身もろとも/魔法凶暴化
味方すら巻き込むほどの強力な全体魔法が得意。闇属性魔法・無属性魔法と、敵味方全体に命中する複合属性魔法を習得する。

## 登場人物

### 主要人物
ストーリーの進行に応じてそれぞれのクリスタルから啓示を受け、光の戦士として覚醒する。
セス（Seth）
声 - 武内駿輔
本作の主人公。船乗りの青年。嵐に巻き込まれてエクシラント大陸に漂着する。
ハルシオニアにて風のクリスタルの啓示を受ける。

グローリア・ノイ・ミューザ（Gloria Neu Musa）
声 - 嶋村侑
本作のヒロイン。亡国ミューザの第1王女。クリスタルを取り戻す旅をしている。気が強く真面目な性格。強い意志と使命感を持つ。
サヴァロンにて水のクリスタルの啓示を受ける。

エルヴィス・ラズロウ（Elvis Lesley）
声 - 井上和彦
ウィズワルド出身の学者。師匠エマが残した一冊の魔導書を読み解くため、傭兵のアデルと旅をしている。「黒魔道士」のアスタリスク所持者。
ウィズワルドにて土のクリスタルの啓示を受ける。

アデル・アイン（Adelle Ein）
声 - ゆかな
エルヴィスに護衛として雇われている傭兵の女性。姉を探している。
ライムダールにて火のクリスタルの啓示を受ける。

### アスタリスク所持者
ダグ・ランページ
声 - 諏訪部順一
「ヴァンガード」のアスタリスク所持者。
セレネと二人組の傭兵としてオルテンに雇われており、グローリアを襲撃して風のクリスタルの強奪を目論む。
粗暴だが根は真面目で熱い。セレネには頭が上がらない模様。

セレネ・ノエティック
声 - 黒沢ともよ
「白魔道士」のアスタリスク所持者。
ダグと二人組の傭兵としてオルテンに雇われており、グローリアを襲撃して風のクリスタルの強奪を目論む。
冷静沈着な性格。
コワード・オルテン
声 - チョー
「モンク」のアスタリスク所持者。
ハルシオニアの宰相で国政を取り仕切っている。その正体はホログラードのスパイであり、国王の座を簒奪すべくアダマスと内通し、国家転覆を目論む。

オルフェ・ドラゴーディア
声 - 飛田展男
「吟遊詩人」のアスタリスク所持者。
かつてはミューザの宮廷詩人であったが、国費を使い込んだため国外追放されていた。現在はサヴァロンにてバーナードに雇われている。
シャウラ・クラレンス
声 - 皆川純子
「ギャンブラー」のアスタリスク所持者。
　サヴァロンの娯楽場にてディーラーをしている女性。貴族の出身だが、父親が詐欺に遭い全財産を失って没落してからは、信じられるものは金のみという価値観を持つようになった。

ニハル
声 - 藤井ゆきよ
「魔獣使い」のアスタリスク所持者。
かつては曲芸団に所属しており、野盗に襲われたところを魔物に庇われ一人で生き残った。孤独で彷徨っているところをバーナードに拾われ、以降付き従っている。かつての経験から孤独を恐れている。

バーナード・アルファルド
声 - 黒田崇矢
「シーフ」のアスタリスク所持者。
サヴァロンの評議員の一人で、娯楽場のオーナーを務める男性。地下水脈を掘り当てたのも彼である。
カストルから水のクリスタルを奪い我が物にしていた。

カストル・マイヤ
声 - 日野聡
「ベルセルク」のアスタリスク所持者。サヴァロン第一王子。
　行方不明の父王に変わってサヴァロンを治めている。聡明だか平民を差別する癖がある。バーナードを調査すべく主人公一行に協力する。
実は水のクリスタルを強奪した張本人。渇水に喘ぐ国民を思ってのことであったが、反対した父王を殺害してしまう。

ロディ・グレナレン
声 - 松本保典
「赤魔道士」のアスタリスク所持者。
ウィズワルドの魔法研究所の所長であり、国の代表も務めている。エルヴィスの兄弟子でもある。一人娘のアモナを失ってからは、研究所に引きこもって何かの研究に没頭している。
リリー・グレナレン
声 - ならはしみき
「狩人」のアスタリスク所持者。
ロディの妻。アモナを失ってからは精神崩壊をおこし、森に引きこもってアモナの人形とともに暮らしている。

ガラハード・ケリー
声 - 安元洋貴
「シールドマスター」のアスタリスク所持者。
ウィズワルドの魔道研究所の警備員を務めている。アモナを眼の前で失ってからは正気を失っており、主人公達に襲いかかる。
フォリィ・モリス
声 - 花守ゆみり
「ピクトマンサー」のアスタリスク所持者。
理想の絵を描くための環境を整えるために、他者を殺したり街を破壊しても構わない人格破綻者。土のクリスタルを強奪し、その力で木を異常成長させて黄の絵の具を作り、また、アモナを殺害し、ロディを追い詰めて無理矢理研究させて青の絵の具を作り、研究員たちを殺害してその血を赤の絵の具として使うなど常軌を逸した行動をとる。

マルファ・ランサー
声 - 遠藤綾
「竜騎士」のアスタリスク所持者。
神竜が住む洞窟「龍洞」の守護者。マイペースだが心優しい性格。普段はゴードリィルとゴアメルの世話をしている。アデルとは旧知の仲。

グラディス・ケリー
声 - 斎賀みつき
「ソードマスター」のアスタリスク所持者。
ヘリオに付き従い、神判を取り仕切っている。両親を妖精に殺されたと思いこんでおり、その復讐のために妖精狩りを行っている。

ヘリオ
声 - 落合福嗣
「導師」のアスタリスク所持者。
ライムダール正教の審問官。一見柔和だかその実は冷酷な性格。その正体はホログラードのスパイであり、神判を悪用して反乱分子を始末し、ライムダールの国力を弱体化させていた。

ドモヴォイ
声 - 中博史
「オラクル」のアスタリスク所持者。
ライムダール正教の最高司祭。神竜の言葉を民衆に伝える役割を持つ。
火のクリスタルを強奪した張本人。実は神竜の声は聴こえておらず、火のクリスタルの力を自身の祈りの力が届いたと妄信している。

グラン・ブース
声 - 堀総士郎
「薬師」のアスタリスク所持者。
エンデルノ村の村長。眠り続けている双子の弟グリンを目覚めさせるため、夢見薬の素材である月夜草を手に入れようとしている。主人公たちがグリンの夢に入った後、夢の中で戦うことになる。

アダマス・ホログラード
声 - 小山力也
「魔剣士」のアスタリスク所持者。
　ホログラードの軍王。気性の荒い野心家。覇道を掲げ、アスタリスクを部下に配り、周辺国の制圧に乗り出している。スローンやゴードリィルとも渡り合う実力者。

マドック・ロンズデイル
声 - 牛山茂
「ジャッジメント」のアスタリスク所持者。
ホログラードの将軍。義に厚く、先の王に取り立ててもらった恩からホログラードに忠誠を誓っている。スローンの旧知でもある。主人公たちとも正々堂々と戦う。

モーラ
声 - 青木瑠璃子
「ファントム」のアスタリスク所持者。
ホログラードの諜報員であり、変幻自在の変装術を使いこなす。サヴァロンにて様々な工作を行い暗躍する。
元々はサヴァロンの隠密の家系出身であったが、国から切り捨てられ、父親が殺害されてしまう。以降、サヴァロンに復讐を誓っている。

ヴィジヌ・アイザック
声 - 西村太佑
「魔人」のアスタリスク所持者。
ウィズワルド出身の魔道士で、死の魔法を極めたと豪語している。エマの元弟子だが、彼女の才覚に深く嫉妬していた。実験で多くの一般人を犠牲にしたことによりエマに倒されたが、師を超えるために不死族の王たるハイアンデッドとして復活し、復讐のためにホログラードの手先となってウィズワルドを襲撃する。

スローン
声 - 田中秀幸
ミューザ王国に仕えていた老剣士。グローリアと共にハルシオニアへ落ち延びてきた。

### その他の人物
プラシド・ハルシオニア
声 - 藤沼建人
民からの信頼が厚いハルシオニアの王で、祖国を失ったグローリアを匿うなど優しい性格をしている。武芸にも秀でている。

ポール
声 - 坂田将吾
サヴァロン第二王子で、カストルの弟。無茶しがちな兄を心配している。

アンドロ
声 - 佐々木省三
サヴァロンで記録官を務めているという男性。サヴァロンの歴史や執政について詳しい。

エマ・オディリア
声 - 勝生真沙子
エルヴィスとロディの師匠である女性。ウィズワルドの立役者で、高名な魔法使いでもあったという。

ゴアメル
声 - 東地宏樹
自身を神竜の子供だと主張するトカゲに似た小動物。

ゴードリィル
ライムダールを守護するドラゴン。人々からは神竜として崇められている。

エドゥナ
声 - 能登麻美子
軍王アダマスに仕える謎の女性。

船貸し婆さん
声 - 大原さやか
主人公が目覚めた頃に出会った老婆。Switch本体がスリープ時に航海できる小舟を貸してくれる。

ヤミノヒトミ
約1,000年前に生まれ、クリスタルによって封じられてきた災厄。

## 舞台
- 本作の舞台は気候も思想も異なる5つの国を擁する「エクシラント大陸」である。

春風の国 ハルシオニア
大陸の中央に位置する王政国家。南は海に面しており、草原の広がる風光明媚な国。
渇水の国 サヴァロン
大陸の南東に位置し、国土のほとんどが砂漠に覆われている。王政国家。王宮の横には大きな遊技場がある。水不足に悩んでいたが、バーナードが水脈を掘り当ててからは、湧き出る水で街のかなりの部分が水没している。
魔法の国 ウィズワルド
大陸の東に位置する、魔法使いたちによって興された国。魔法の研究所があり、多くの魔道士達が研究を続けている。街の樹木が急成長し、街全体を呑み込んで覆っている。
深雪の国 ライムダール
大陸の北に位置し、雪と氷に包まれた宗教国家。神竜を信仰するライムダール正教の敬虔な信者が多く、大聖堂が存在する。寒冷な気候のはずだが、気温が上昇している。
軍国 ホログラード
軍王と呼ばれる指導者に率いられた軍事国家。大陸西部に位置し、西には山岳地帯が広がっている。重工業などの産業が盛ん。

## 関連商品
書籍関連
- ブレイブリーデフォルトII オフィシャルガイドブック ISBN 978-4-7575-7022-1
- BRAVELY DEFAULT II Design Works THE ART OF BRAVELY 2021 ISBN 978-4-7575-7023-8

CD関連
- BRAVELY DEFAULT II Original Soundtrack